# رايتشل بيلسن
رايتشل بيلسن (بالإنجليزية: Rachel Bilson)‏ ممثلة أمريكية من مواليد 25 أغسطس 1981. شاركت في المسلسل التلفزيوني The O.C والذي استمر لمدة أربع سنوات.

## مواقع خارجية
- رايتشل بيلسن على موقع IMDb (الإنجليزية)
- رايتشل بيلسن على موقع ميتاكريتيك (الإنجليزية)
- رايتشل بيلسن على موقع روتن توميتوز (الإنجليزية)
- رايتشل بيلسن على موقع ألو سيني (الفرنسية)
- رايتشل بيلسن على موقع ميوزك برينز (الإنجليزية)
- رايتشل بيلسن على موقع تيرنر كلاسيك موفيز (الإنجليزية)
- رايتشل بيلسن على موقع أول موفي (الإنجليزية)
- رايتشل بيلسن على موقع بوكس أوفيس موجو (الإنجليزية)
- رايتشل بيلسن على موقع قاعدة بيانات الأفلام السويدية (السويدية)
- رايتشل بيلسن على موقع إن إن دي بي (الإنجليزية)